# 絨毯爆撃

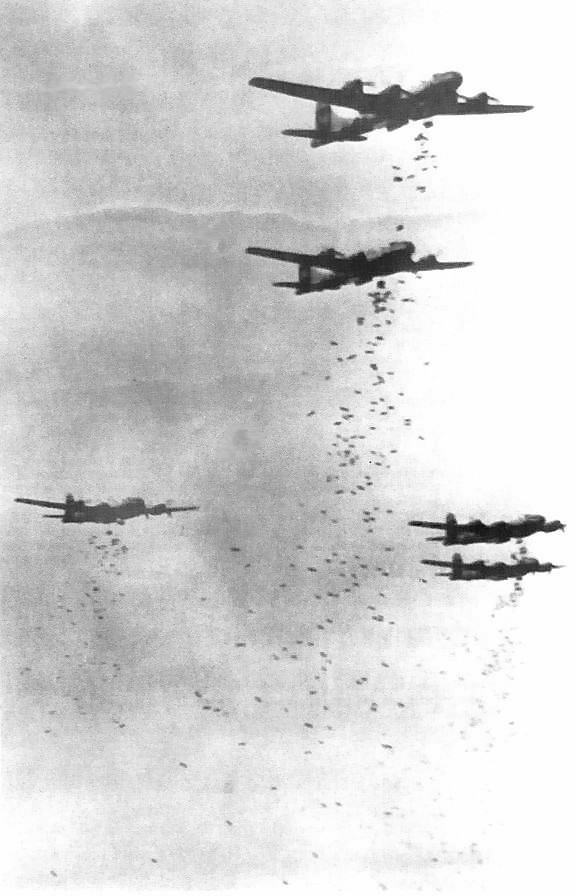
爆撃を行うB-29 スーパーフォートレス（東京大空襲）

絨毯爆撃（じゅうたんばくげき、英語: carpet bombing）は、地域一帯に対して無差別に行う爆撃。無差別爆撃、都市爆撃、地域爆撃、恐怖爆撃とも呼ばれ、一般には住宅地や商業地を破壊して敵国民の士気の喪失を目的とした戦略爆撃である。これに対して、工場や港・油田などの施設の破壊を目的にした爆撃は「精密爆撃」と呼ばれ、区別される。絨毯爆撃という表現は、床に敷かれた絨毯のように、爆弾が一面を覆う印象から想起されたものである。

## 歴史

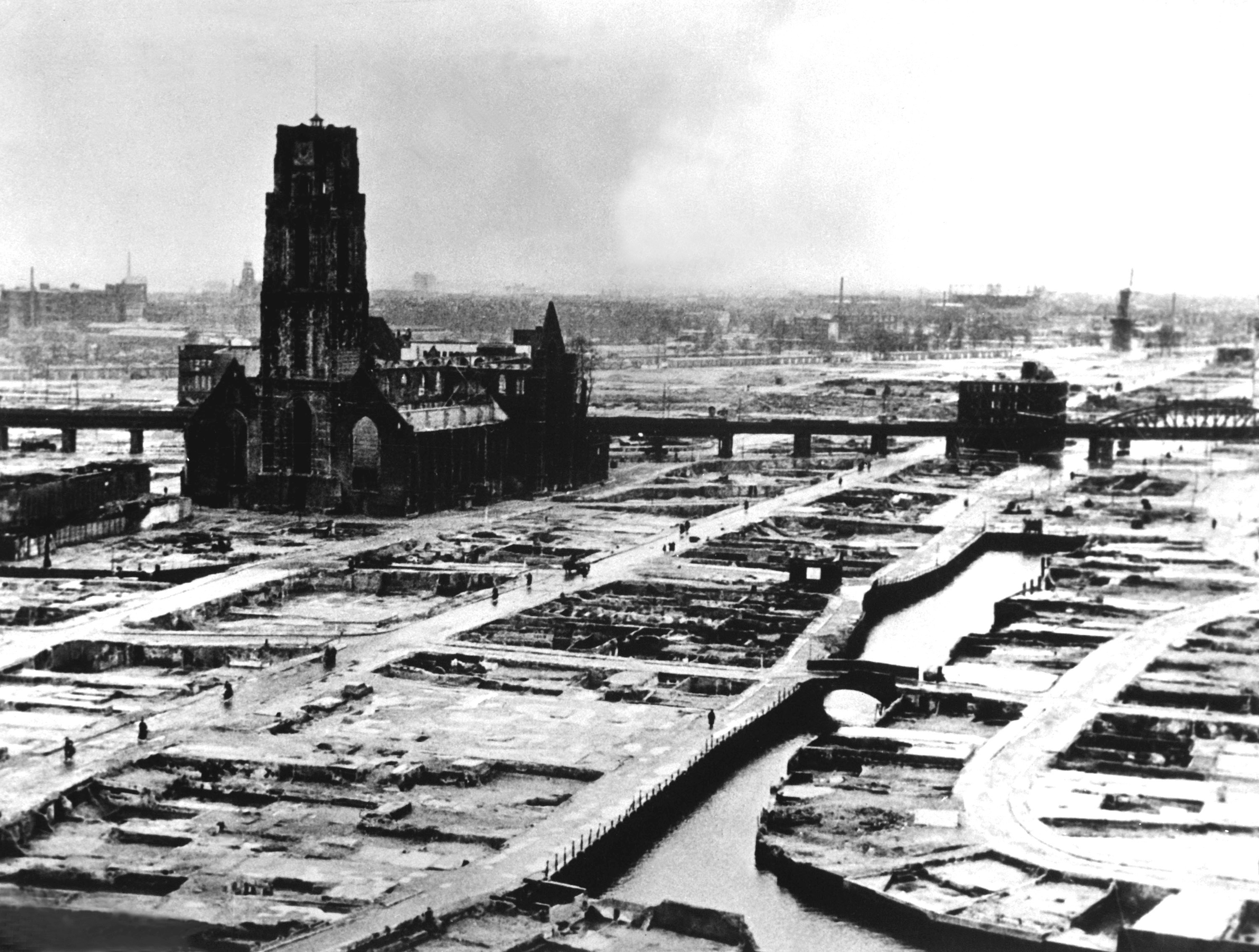
ロッテルダム爆撃（1940年5月14日）

1921年、イタリア軍の将軍ジュリオ・ドゥーエは著書『制空』において、これからの戦争は兵士・民間人の区別がない総力戦であること、空爆により民衆はパニックを起こし、自己保存の本能に突き動かされ戦争を終わらせろと要求するようになるであろうことから、空爆のテロ効果を強調して無差別爆撃論を提唱し、最小限の基盤である民間人に決定的な攻撃を向けられれば戦争は長続きせず、長期的に見れば流血が少なくなるのでこのような未来戦は遥かに人道的であると主張し、さらに人口密集地の住民への攻撃手段として高性能爆弾・焼夷弾・毒ガス弾を挙げた。
1937年4月26日、スペイン内戦下でスペイン北部・バスク州の小都市ゲルニカがフランコ将軍を支援するナチスのコンドル軍団によって空爆された。このゲルニカ爆撃こそが、焼夷弾を本格的に使用した最初の空襲であり、世界初の無差別爆撃でもある。ピカソの『ゲルニカ』は、同名の都市への無差別絨毯爆撃に際し描かれたものとして著名である。1938年から1943年まで日本によって継続的に行われた重慶爆撃も、後期には市街地への絨毯爆撃となった。
第二次世界大戦では、1944年の北フランスで行われた連合国軍の「コブラ作戦」において、珍しい例として軍事目標への戦術爆撃としての絨毯爆撃が行われている。戦争末期の1945年には、アメリカはドレスデン爆撃で無差別爆撃を行い、日本本土空襲では精密爆撃から無差別爆撃まで、焼夷弾、核兵器の使用も含む爆撃を継続的に実施した。

## 国際法において
絨毯爆撃による攻撃方法は、国際法の観点ではハーグ陸戦条約付属書第一章の「軍事目的主義」に違反する。またジュネーブ諸条約第一追加議定書52条2項
において攻撃の軍事目標主義が再度確認されており、「目的区域爆撃」や「絨毯爆撃」方式は国際的に禁止される形勢にある。現代ではレーダーサイトなどの軍事施設攻撃にせよ部隊集積地攻撃にせよ、精密爆撃なり誘導弾攻撃が中心であり絨毯爆撃方式は放棄される傾向にある。但しこれらは攻撃方法の研究や武器の開発、無差別爆撃機の保有を禁止するものではない（使用の違法化）。

## 派生表現
Appleにより開発されているウェブブラウザであるSafariのWindows版に「Safari Carpet Bomb（Safari絨毯爆撃）」と呼ばれる脆弱性が存在していた（バージョン3.1.2以降は修正されている）。デスクトップにユーザーの意図しないファイルが自動でダウンロードされ続けるというもので、悪用された場合、デスクトップが絨毯爆撃を受けたがごとく破壊的に混乱することが呼称の由来とされる。